# Лопушне (Закарпатська область)
Лопу́шне — село в Україні, у Міжгірській селищній громаді Закарпатської області. Біля села розташована ботанічна пам'ятка природи — Великий Яровець та Обнога.

## Історія
Лопушне вперше згадується у 1745 році як Laposnya, а потім у 1781 — Lopusnya, Lópusnya, 1808 — Lopusna, Lopussna, 1828 — Lopuszna, 1851 — Fényes Elek, 1905 — Lopusnya~Leveles, 1907 та 1913 — Leveles, 1925 — Lopušná, 1930 — Lopušný (ComMarmUg. 83), 1944 — Lopusnya, Лопушня, 1983 — Лопушне, Лопушное.

## Населення
Згідно з переписом УРСР 1989 року чисельність наявного населення села становила 644 особи, з яких 319 чоловіків та 325 жінок.
За переписом населення України 2001 року в селі мешкало 649 осіб.

### Мова
Розподіл населення за рідною мовою за даними перепису 2001 року:
| Мова       | Кількість | Відсоток |
| ---------- | --------- | -------- |
| українська | 649       | 99.85%   |
| російська  | 1         | 0.15%    |
| Усього     | 650       | 100%     |

## Релігія

### Церква Введення пр. Богородиці (1928 рік)
Дерев'яна православна церква збудована з певним відступом від традицій карпатського дерев'яного будівництва, але зі звичним розподілом основних об'ємів. Малювання нави, вівтарної частини, а також ікон виконав місцевий художник Федір Форос.
Дерев'яна дзвіниця біля церкви була характерною для Міжгірщини — нижній ярус зрубний, верхній каркасний, під восьмисхилим шатром.
У 1994 р. споруджено нову восьмигранну дзвіницю з дерева, а стару розібрано.